# Мінералізація вугілля
Мінералізація вугілля викопного (рос. минерализация угля ископаемого, англ. mineralisation of fossil coal, нім. Mineralisation f der fossilen (mineralischen) Kohle) — сума мінеральних речовин вугілля викопного, яка потрапила до вугілля внаслідок прояву осадових процесів на етапах торфоутворення, затоплення і поховання торфових покладів та в процесі вуглефікації. Включає як сторонні мінерали та елементи, так і мінеральну речовину рослин-вуглеутворювачів. У складі вугілля викопного визначено бл. 50 мінералів та 60 мікроелементів. Найпоширеніші (80-90 %): глинисті (60-80 %), карбонати (сидерит, кальцит), кварц, сульфіди заліза (пірит, марказит). Глинисті мінерали включають: каолініт, монтморилоніт, іліт, серицит, хлорит, полімінеральні глинисті речовини — глініт. Ці мінерали присутні у вугіллі в тонкорозсіяному стані, а також у вигляді грудок, шарів та прошарків різної потужності, заповнюють порожнини, наприклад, порожнини клітин фюзиніту. Сидерит у вугіллі представлений дрібнокристалічними агрегатами, іноді у вигляді конкрецій (нирок), які включають залишки рослин, що добре збереглися. Кальцит у вугільній речовині зустрічається також у вигляді конкрецій, прошарків і фрагментів вуглефікованих тканин, а також у вигляді нальотів і пластинок у тріщинах вугілля.
Шари вугілля із вмістом карбонату 20-60 % відносять до карбанкериту. Кварц присутній у вугіллі у вигляді обкатаних та напівобкатаних уламків кристалів, сконцентрованих у окремих шарах (карбосиліцит), або розсіяних серед детриніту; як правило, присутній у глинистих прошарках. Тонкокристалічні кварцові включення представлені конкреціями, які виникли з колоїдних кременистих гелів, заповнюють порожнини та тріщини вугільної речовини, зустрічаються у вигляді інкрустацій залишків рослинних тканин. Пірит представлений поодинокими включеннями. Його вміст у вугіллі викопному досягає 5 %. При вмісті піриту 5-20 % шари к.к. відносять до карбопіриту. Розрізняють такі форми піриту у вугіллі: а — крупнокристалічні, масивні, натічні, інкрустації залишків тканин, фрагменти рослин; конкреції, а також нальоти і пластинки в тріщинах вугілля; б — мікрокристали (менше 1 мкм) і мікросфероліти (діаметр менше 30 мкм), які розсіяні у вугільній речовині майже рівномірно. Сфероліти складаються з ультратонких кубічних кристалів піриту (іноді з марказитом); утворилися до вуглефікації торфових (сапропелевих) покладів всередині бульбашок сірководню, спочатку у вигляді мельніковіту (чорного колоїдального дисульфіду заліза), який зберігся переважно у розкристалізованому вигляді (є критерієм відновленого типу вугілля). У вугіллі різних покладів, пластів, різних зонах одного пласта вміст деяких хім. елементів, наприклад, ґерманію, ґалію, вольфраму, золота, урану, фосфору, сірки та ін. перевищує їх середній, кларковий вміст у земній корі. Див. мінеральні домішки викопного палива.